# Földvédelmi eljárás
A földvédelmi eljárás Magyarországon egy közigazgatási eljárás. Ingatlanügyi hatóság (járási hivatal, kormányhivatal) által, ügydöntő hatóságként vagy szakhatóságként lefolytatott olyan hatósági eljárás, amely a termőföld mennyiségi védelmének érvényre juttatására, illetve a termőföld más célú hasznosításának engedélyezésére irányul.

A termőföld más célú hasznosítása tehát időleges vagy végleges lehet. A termőföld más célú hasznosításának engedélyezése földvédelmi eljárásban történik. Az engedélyt a termőföld más célú hasznosításának megkezdése előtt kell kérni. A termőföldet más célra hasznosítani - főszabály szerint -  csak az ingatlanügyi hatóság engedélyének birtokában szabad.
A földvédelmi eljárás az igénybevevőnek az ingatlanügyi hatósághoz benyújtott kérelmére indul.
A kérelemnek - a kérelmező (és képviselője) azonosításához szükséges adatokon, elérhetőségeken túl – minden esetben tartalmaznia a következőket kell tartalmaznia:
- az érintett földrészlet, vagy földrészletek megjelölése (település, fekvés, helyrajzi szám),
- a más célú hasznosításhoz szükséges teljes területigény,
- a más célú hasznosítás pontos célja.

## A termőföld más célú hasznosítása
- a termőföld olyan időleges vagy végleges igénybevétele, amellyel a termőföld a továbbiakban mezőgazdasági hasznosításra időlegesen vagy véglegesen alkalmatlanná válik;
- a termőföld belterületbe vonásának engedélyezése;
- az Evt. hatálya alá nem tartozó üzem-, majorfásítás, valamint az út, vasút és egyéb műszaki létesítmény tartozékát képező fásítás igénybevétele.